# Кінематограф Греції
Шаблон:Кінематограф Європи
Кінематограф Греції має тривалу і багату історію. Загалом кінострічки вітчизняного виробництва домінують на внутрішньому ринку.

## Історія
Передісторія зародження грецького кіно сягає кінця 19 століття. Навесні 1897 року мешканці Афін вперше побачили короткометражні стрічки. 1906 року перші власні записи створили брати Іоанн та Мільтіад Манакіа в Македонії, того самого року французький режисер Леонс випустив першу підбірку новин з Позачергових Олімпійських ігор 1906 року в Афінах.
Перша повнометражна грецька кінострічка «Γκόλφω» відзнята 1914 року студією Asty Film. У роки Першої світової війни кіновиробництво обмежувалось документальними фільмами і випусками новин. Особливо відзначаються стрічки Георгіоса Прокопіу та Дімітріоса Газіадіса, які фіксували на плівці події просто на полі бою, а також фільм «Спалення Смірни» (1922).
Перший комерційний успіх прийшов 1920 року до стрічки «Ο Βιλλάρ στα γυναικεία λουτρά του Φαλήρου», режисером, автором сценарію та одночасно виконавцем головної ролі Вільяра якого виступив Ніколаос Сфакіанакіс. У період 1928–1931 років особливий успіх мали роботи компанії Dag-Film, здебільшого історичні фільми, а також кіноадаптації романів. Найвиразнішими стали «Έρως και κύματα» (1928, режисер Дімітріос Газіадіс), «Δάφνις και Χλόη» (1931, режисер Орестос Ласкос). В останній стрічці грецькі кінематографісти першими в європейському кіно зняли «оголену» сцену. 1932 року кіностудія Olympic film створила перший звуковий фільм «Αγαπητικός της Βοσκοπούλας», режисером якого виступив Д. Цакіріс. У стрічці «Οι Απάχηδες των Αθηνών» звук відтворює грамофон за екраном. 1939 року студія Philopemen Finos стала співзасновником Greek Cinematic Studios (1939).
В роки Другої світової війни 1943 року заснована головна студія країни Finos Film, яка вирішила долю комерційного грецького кіно. У період 1940–1944 років найвідомішими стрічками стали: «Голос серця» (Η φωνή της καρδιάς) (1943, режисер Д. Іоаннопулос) і «Оплески» (Χειροκροτήματα) (1944, режисер Георгіос Тзавеллас). 1944 року актриса Катіна Паксіну удостоєна премії Американської кіноакадемії «Оскар» у номінації «найкраща актриса» за роль у фільмі «По кому дзвонить дзвін».
В 1950-х роках грецькі режисери відкрили світу романтичну драму в жанрі нуар. 1960 року Меліна Меркурі (пізніше грецький політик, міністр культури Греції) стала відомою міжнародній аудиторії, коли знялася в фільмі «Ніколи в неділю» режисера Жуля Дассена. «Ніколи в неділю» принесла Меліні Меркурі номінацію на кінопремію Оскар, а 1967 року пара Меркурі та Дассен створили музичну адаптацію фільму «Ілля Дарлінг», за роль в якій Меркурі здобула бродвейську премію «Тоні».
Згодом грецьке кіновиробництво випускало фільми, які привертали все більше глядачів, незважаючи на сувору цензуру, хвилювання Громадянської війни, і гостру бідність повоєнних років. Перші два фільми, які привернули міжнародну увагу, були «Стела» (1955) режисера Міхаліса Какоянніса і «Дракон» (1956) режисера Нікоса Кунтуроса — обидві за сценарієм Іаковоса Камбанелліса.
Період 1955–1970 років став «золотою добою» для грецького кінематографу: Греція випустила найбільшу кількість фільмів у світі на душу населення, а кілька років поспіль у країні створювалось близько 100 художніх фільмів на рік, а 1966 року — 117 фільмів. Зокрема впродовж 17 років із Finos Film співпрацював режисер Янніс Даліанідіс. Працюючи дуже плідно, він створював кілька фільмів за один рік, більшість з них на власні сценарії. Всі ці стрічки ставали шалено популярними, а квитки на них розкуповувались миттєво.

### Нове грецьке кіно
Після захоплення в країні влади військовою хунтою чорних полковників 1967 року розпочинається доба формування Нового грецького кіно, яке тематично зосереджене на проблемах грецького суспільства. Найбільш прославлений кінорежисер цього періоду — Тео Ангелопулос. 1998 року його кінострічка «Вічність і день» отримав Золоту пальмову гілку Каннського кінофестивалю, а фільм «Погляд Одіссея», за версією журналу «Time», став одним з найкращих фільмів 1995 року. Його друга робота «Подорожуючі Гравці» (1975) вважається найкращим грецьким фільмом, вона також здобула нагороди на трьох головних міжнародних кінофестивалях (1971 і 1973 в Берліні, 1975, 1984 і 1995 в Каннах, 1980 і 1988 у Венеції). Ангелопулос продовжив традицію значних режисерів недавнього минулого: Міхаліса Какоянніса, володаря двох премій «Оскар» за стрічку «Грек Зорба» в 1964); Алексіса Даміаноса, володаря нагород за стрічку «На корабель» (1967). Серед інших не менш значних грецьких кінорежисерів, творчість яких сформувалась у добу військової диктатури (існувала до 1974 року), Костас Ферріс (премія срібний Ведмідь Берлінського Фестивалю за «Ребетіко» в 1984), Тоня Маркетакі (перша премія Фестивалю в Бастії, Корсика за стрічку «Ціну Любові» 1984) і Нікос Панайотопулос (премії за кінострічку «Нероби родючої долини» в 1978 році).

### Сучасність

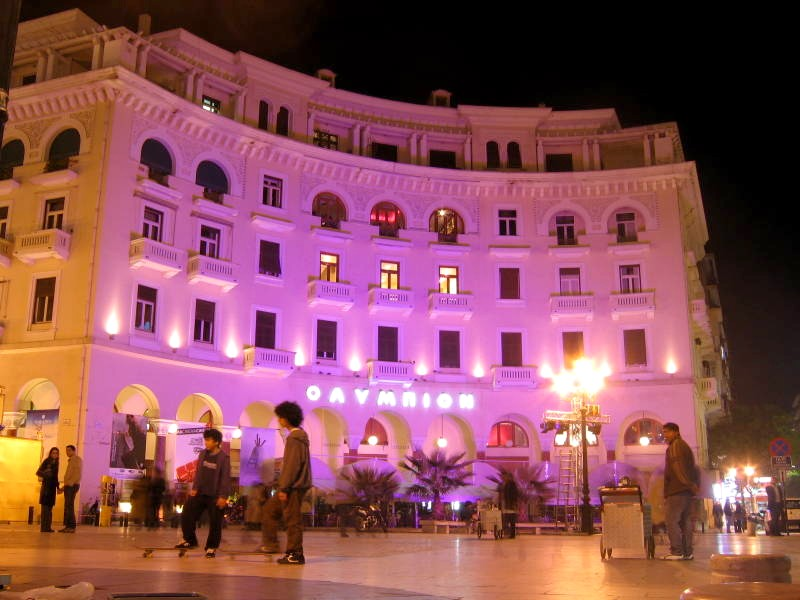
Кінотеатр Олімпіон, в якому відбувається щорічний Міжнародний кінофестиваль у Салоніках

В останні роки в грецькому кінематографі панує новий стиль швидко мінливих, дотепно продуманих сюжетно фільмів, який відповідає сучасним вимогам. До цього жанру відносяться роботи режисерів Нікоса Перакіса, Перикліса Хурсоглу, С. Горітсас, А. Коккінос, Ольга Малеа, Константінос Яннаріс.
1970 року заснований Грецький центр кіно, який до 1988 року залишався єдиним кіновиробником у країні. На сучасному етапі Грецький центр кіно залишається основним продюсером вітчизняних стрічок. Фінансові фонди центру контролюються адміністрацією Міністерства культури Греції через передачу відсотку від касових зборів фільмів. Найбільш відомі актори цього періоду: Міхаліс Яннатос, Алекос Дзанетакос, Тасос Яннопулос, Елена Натаніель, Зої Ласкарі, Джені Карезі, Костас Рігопулос, Міміс Фотопулос та інші.
1986 року створено спеціальну організацію Ellas film, покликану популяризувати та просувати грецькі фільми за кордоном. Інша сфера державної участі у кіновиробництві — підтримка в організації Міжнародного кінофестивалю в Салоніках — головної щорічної кінематографічної події в Греції. У Салоніках також діє єдиний у Греції Музей кінематографу.
2009 року на екрани вийшла стрічка «Ікло» режисера Йоргоса Лантімоса. Того самого року вона здобула нагороду Особливий погляд на Каннському фестивалі та номінована на здобуття премії Оскар у категорії Найкращий фільм іноземною мовою. 2021 року сценарист та режисер Стеліос Каммітсіс випустив свою романтичну драму «Людина з відповідями» (грец. Ο άνθρωπος με τις απαντήσεις).

## Найуспішніші грецькі стрічки нової ери
- 1999 Safe Sex, Міхаліс Реппас — Танассіс Папатанасіу
- 2000 Risoto, Ольга Малеа
- 2001 To klama vgike apo ton paradeiso, Міхаліс Реппас — Танассіс Папатанасіу
- 2002 Dekapentaugoustos, Константінос Яннаріс
- 2003 Politiki Kouzina, Тассос Бульметіс
- 2004 Nyfes, Пантеліс Вулгаріс
- 2004 Hardcore, Деніс Іліадіс
- 2005 Loufa kai paralagh: Seirines sto Agaio, Нікос Перакіс
- 2005 Loukoumades me Meli,Ольга Малеа
- 2005 H chorodia tou Charitona, Грігоріс Карантінакіс
- 2006 5 Lepta akoma, Янніс Ксантопулос
- 2006 Straight Story, Костас Капакас
- 2007 Mia Melissa to Augousto, Тодоріс Атерідіс
- 2007 Alter Ego, Нікос Дімітропулос
- 2007 El Greco, Янніс Смарагдіс
- 2007 Gia Proti Fora Nonos, Ольга Малеа
- 2009 Ікло, Йоргос Лантімос
- 2009 Evil, in the time of heroes, Йоргос Нусіас

## Кіностудії
| - Madbox Entertainment - Finos Films - Karagiannis Karatzopoulos - Village Films Hellas - Cinegram - Odeon Hellas | - Make a Movie in Greece — Media Productions - Stefi - CL productions - Audiovisual - Karamanos Studios - Novak Films |  |

## Провідні режисери

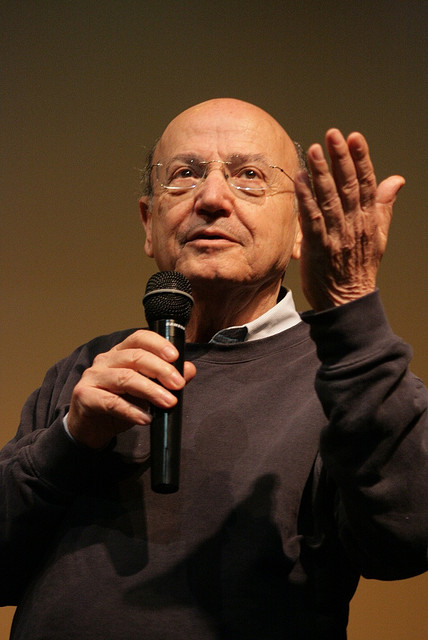
Тодорос Ангелопулос, презентація фільму «The Dust of Time», Афіни, 2009 рік

| - Тео Ангелопулос - Ангелікі Антоніу - Тассос Бульметіс - Спіро Каррас - Міхаліс Какоянніс - Джордж Пан Косматос - Янніс Даліанідіс - Коста-Гаврас - Константінос Яннаріс - Такіс Канеллопулос - Костас Капакас - Нікос Кундурос - Орестіс Ласкос | - Ольга Малеа - Нікос Ніколаїдіс - Нікос Панайотопулос - Нікос Перакіс - Василіс Фотопулос - Алекос Сакелларіос - Янніс Смарагдіс - Нікос Цифорос - Йоргос Тзавеллас - Танасіс Венгос - Такіс Вугіуклакіс - Пантеліс Вулгаріс |